# 松原勝也
松原勝也（まつばら かつや、1963年  - ）は、東京生まれのヴァイオリン奏者。東京芸術大学音楽学部教授。

## 経歴
東京芸術大学音楽学部器楽科ヴァイオリン専攻をへて東京芸術大学大学院音楽研究科修士課程修了。
その後1989年から1999年まで新日本フィルハーモニー交響楽団コンサートマスターについて活動すると同時に、バッハから現代までの無伴奏リサイタルや即興などにもとりくむ。ジャズミュージシャンとの競演などクラシックにとどまらない演奏活動を続けている。
ソリストとしては、新日本フィルハーモニー交響楽団、東京フィルハーモニー交響楽団、東京交響楽団、オーケストラ・アンサンブル金沢、神戸市室内合奏団など主要オーケストラと共演した。室内楽奏者としては、ヨーヨー・マ、ピーター・ゼルキン、チャールズ・ナイディック等と共演した。さらに、ギタリストの福田進一、渡辺香津美とのデュオ、トリオとしても活躍
している。プレアデス・ストリング・クァルテットのメンバーとして、ベートーヴェン弦楽四重奏曲全曲シリーズに取り組んだ。水戸室内管弦楽団メンバー。
演奏活動以外では、霧島国際音楽祭講師や第一生命ホール・若手演奏家のためのアドヴェントセミナー講師をつとめている。

## 受賞歴
- 1984年、安宅賞。
- 1985年、ティボール・ヴァルガ国際ヴァイオリン・コンクール第4位。
- 1986年、第21回民音室内楽コンクール第1位。
- 1987年、フリッツ・クライスラー国際コンクール特別賞。
- 1999年、第17回中島健蔵音楽賞。
- 2000年、第55回文化庁芸術祭新人賞。